# Wólka Zawieprzycka (gmina)
Wólka Zawieprzycka – dawna gmina wiejska istniejąca w XIX wieku w guberni lubelskiej. Siedzibą władz gminy była Wólka Zawieprzycka.
Za Królestwa Polskiego gmina Wólka Zawieprzycka należała do powiatu lubartowskiego w guberni lubelskiej.
Brak informacji o dacie zniesienia gminy, lecz w wykazie z 1877 i 1884 roku figuruje już jednostka gmina Syrniki, utworzona z obszaru dotychczasowych gmin Wólka Zawieprzycka i Wola Syrnicka.